# Gheorghe Terescenco
Gheorghe Terescenco (n. 26 februarie 1947, Galați, România – d. 9 iulie 2022, Galați, România) a fost un sculptor și restaurator român.

## Biografie
A manifestat aptitudini pentru desen și modelaj încă din anii copilăriei, în ciclul elementar a frecventat Cercul de arte plastice din cadrul Casei Pionierilor, condus de pictorița Emilia Iacob, a urmat Liceul de Muzică și Artă Plastică, unde i-a avut profesori pe regretații plasticieni Mihai Dăscălescu,Vasile Vedeș și Constantin Dimofte, apoi a studiat la Institutul de Arte Plastice „Nicolae Grigorescu” din București, pe care l-a absolvit în 1976 la clasa sculptoriței Georgeta Caragiu – Gheorghiță. În 1978 a beneficiat de o bursă din partea U. A. P. R. pentru sculptură. Din 1974 a participat la majoritatea expozițiilor Filialei Galați a U.A.P. R., precum și la numeroase manifestări colective de profil organizate la București, Bârlad, Constanța, Galați, Bacău, Chișinău, Brăila, Focșani etc. Este membru al U. A. P. R., secția sculptură, din 1996.

## Lucrări de artă

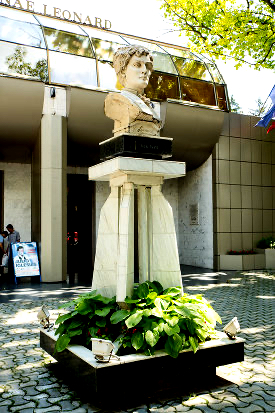

- 1977 - "Poarta Orașului" Faleza superioară a Dunării, Galați.[7]
- 1976 - Pasăre solară (inox), Slobozia, Ialomița, România;
- 1979 - "Răsărit de Soare", Tabăra de sculptură Măgura[8]
- 1980 - Cristal de gheață, Galați, România;
- 1980 - "Amintirile Țăranului" Săliște, Sibiu
- 1982 - "Stol", Tabăra de sculptură Măgura"Poarta Orasului" [9]Răsărit De Soare - Gheorghe Terescenco 1979

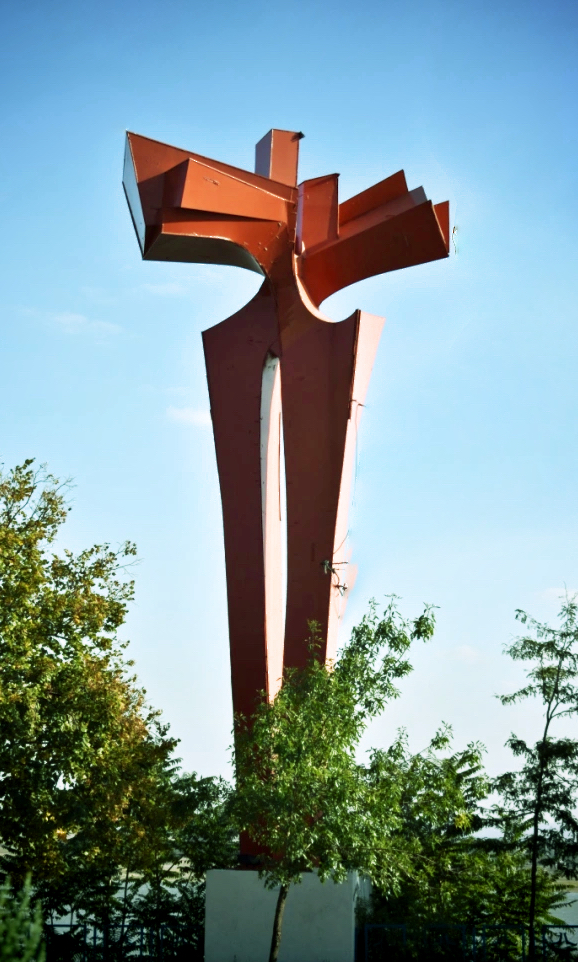
"Poarta Orasului"

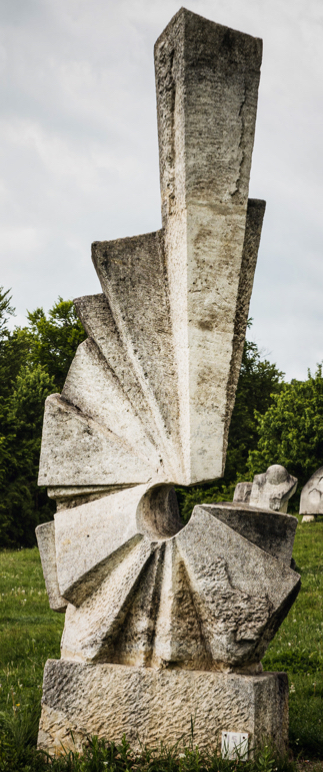
Răsărit De Soare - Gheorghe Terescenco 1979

- 1983 "Cocoș de Munte" Săliște, Sibiu
- 1984 - Monument Burebista, Muzeul de Istorie, Galați, România;
- 1985 - "Porumbel" Parcul "Cloșca"[10]
- 1992 - Vasile Alecsandri (bust, bronz), Colegiul Național „Vasile Alecsandri”, Galați, România;

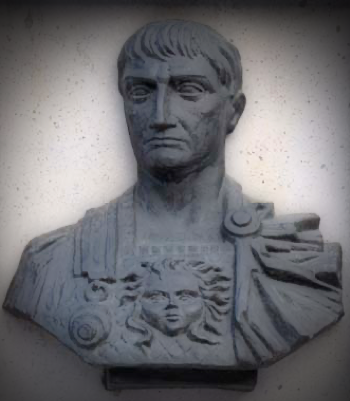
Gheorghe Terescenco, Traian, detaliu monument, bronz, 1992.

- Gheorghe Terescenco, Traian, detaliu monument, bronz, 1992.
- 1992 - Monument Traian Arhivat în 23 septembrie 2015, la Wayback Machine. (bronz)
- 1993 - Episcopul Melchisedec Ștefănescu (bust, piatră artificială), Casa memorială „elchisedec Ștefănescu”, România;
- 1993 - Izvor (marmură), Banca Agricolă, Galați, România;
- 1993 - Bustul domnitorului Alexandru Ioan Cuza, ghips, Muzeul Județean de Istorie.[11]
- 1995 - "Libertatea" Intersecția străzii Saturn cu strada Cloșca.
- 1997 - Monumentul eroilor din cel de-al doilea război mondial (piatră artificială), Cimitirul „Eternitatea”, Galați, România;
- Statuia Lupoaicei din Galați

Statuia Lupoaicei din Galați

- 1998 - Lupoaica (grup statuar, bronz), Galați, România;[12]
- 2003 - Tenorul Nae Leonard (bust, marmură artificială), Teatrul Muzical „Nae Leonard”, Galați, România.
- 2012 - "Neîmblânzitul", Parcul "Viva" Galați.[13]
- 2016, amplasată în 2020 "Simbol”, sensul giratoriu de la intrarea în Galați dinspre Tecuci.[14]
- „Izvor”, marmură, Banca Agricolă / Raiffeisen Bank S. A.
- „The Family”, bronz, Șantierul Naval Damen.

Lucrări în colecția Muzeului de Artă Vizuală Galați precum și la alte muzee din țară și din străinătate. Lucrări în colecții particulare.

## Distincții, premii și titluri
- - Premiul pentru Sculptură și Medalia Fundației de Artă „Sf. Luca”, Bârlad, Vaslui, România;
  - Premiul „Constantin Popovici” la Concursul Național de Pictură, Grafică, Sculptură și Artă Decorativă „N. N. Tonitza”, Bârlad, Vaslui, România;
  - Premiul „Ștefan Balș” și „Diploma de onoare” din partea Ministerului Culturii și Cultelor pentru activitatea profesională ca sculptor în domeniul restaurării monumentelor istorice din România.
  - Biserica Brâncovenească „Adormirea Maicii Domnului” a fostei mănăstiri din Bordești, județul Vrancea, ctitorie de la sfârșitul secolului al XVII-lea (2003)
  - Diplomă pentru întreaga activitate de restaurare, acordată de Uniunea Națională a Restauratorilor de Monumente Istorice (2003)
  - Premiul pentru sculptură și Medalia Fundației de Artă „Sf. Luca”, Bârlad (2006)
  - Premiul Filialei Galați a U. A. P. R. pentru întreaga activitate, Gala Artelor (2016)[16]